# Ingrid Hjelmseth
Ingrid Hjelmseth (Lørenskog, 10 aprile 1980) è un'ex calciatrice norvegese, di ruolo portiere. Ha giocato 138 partite con la nazionale norvegese e per un decennio ne è stata il portiere titolare. Ha vinto il campionato norvegese per cinque volte, tre col Trondheims-Ørn e due con lo Stabæk.

## Carriera

### Giocatrice

#### Club
Ingrid Hjelmseth è cresciuta a Skjetten, nella municipalità di Lillestrøm, e ha iniziato a giocare a calcio nella squadra locale. Dopo aver esordito in prima squadra, nel 1999 si trasferì al Trondheims-Ørn, militante in Eliteserien, la massima serie del campionato norvegese, diventandone il portiere titolare dopo il ritiro di Guri Anne Hansen. Ha giocato al Trondheims-Ørn per sette stagioni e mezza, vincendo la Toppserien per tre volte (2000, 2001 e 2003) e anche la Coppa di Norvegia per tre volte (1999, 2001 e 2002). Ha giocato anche in UEFA Women's Cup, nella quale la squadra di Trondheim raggiunse le semifinali nell'edizione 2004-2005.
Conclusa la stagione 2006 Hjelmseth si trasferì dal Trondheims-Ørn all'Asker, militante sempre in Toppserien. Ha giocato all'Asker per due stagioni consecutive, andando vicina alla vittoria del campionato nel 2007 e perdendo la finale della Coppa di Norvegia nella stessa annata. A inizio giugno 2007 subì un infortunio ai legamenti dopo uno scontro di gioco in allenamento e rimase ferma per due mesi.
Al termine della stagione 2008 la squadra femminile dell'Asker venne sciolta e non venne iscritta alla nuova stagione. Molte delle calciatrici, inclusa Hjelmseth, si unirono alla squadra femminile dello Stabæk, costituitasi proprio per prendere il posto dell'Asker in Toppserien. Ha giocato da titolare del ruolo con lo Stabæk per undici stagioni consecutive, vincendo il campionato norvegese per due volte (2010 e 2013) e la Coppa di Norvegia per tre volte (2011, 2012 e 2013). Al termine del campionato mondiale 2019 annunciò che si sarebbe ritirata al termine della stessa stagione. Subì un nuovo infortunio ai legamenti il 28 settembre 2019 nel corso della partita di campionato contro il Vålerenga, rimanendo infortunata sino a fine stagione. Nell'ultima partita di campionato, che sancì la retrocessione dello Stabæk, entrò in campo al novantesimo minuto, come sua ultima partita in carriera. Il 22 agosto 2020 giocò, però, un'altra partita di campionato sempre allo Stabæk.
Il 2 dicembre 2019 venne insignita, assieme a Bjarne Berntsen, del premio Kniksen onorario per la lunga carriera tra club e nazionale.

#### Nazionale
Ingrid Hjelmseth ha giocato nelle selezioni giovanili della Norvegia dal 1998 al 2002, partendo dalla selezione under 18. Nel 2000 la federazione calcistica norvegese avviò un programma per identificare e far crescere l'erede di Bente Nordby, portiere della nazionale da un decennio. Hjelmseth fu una delle sei calciatrici ad entrare nel programma. Venne convocata da Åge Steen in nazionale maggiore per il torneo delle quattro nazioni, organizzato in Cina nel gennaio 2003, dove si alternò con Astrid Johannessen, altra partecipante al programma della federazione. Hjelmseth giocò sia contro gli Stati Uniti che contro la Cina, dando riscontri migliori rispetto a Johannessen. A inizio settembre 2003 venne inserita da Steen nella rosa delle convocate al campionato mondiale, ma dovette rinunciare dopo essersi rotta il polso nel corso di un allenamento di preparazione al campionato, venendo poi sostituita da Silje Vesterbekkmo.
Fino al ritiro di Bente Nordby nel 2007, giocò poche partite in nazionale, principalmente amichevoli e l'Algarve Cup. Come vice di Nordby, partecipò al campionato europeo 2005, senza giocare. Nel 2007 saltò nuovamente il campionato mondiale per infortunio. Nel 2009 divenne il portiere titolare della nazionale, superando la concorrenza di Christine Colombo Nilsen e di Erika Skarbø, che era stata titolare per tutto il 2008. Da titolare prese parte al campionato europeo 2009, nel quale la Norvegia raggiunse le semifinali, venendo poi sconfitta dalla Germania.
Negli anni successivi ha fatto parte della squadra norvegese che ha partecipato al campionato mondiale nel 2011, nel 2015 e nel 2019, e al campionato europeo nel 2013 e nel 2017. In particolare, al campionato europeo 2013 risultò decisiva in semifinale, quando parò i primi due rigori della Danimarca nella serie vinta dalla Norvegia. La finale venne poi vinta dalla Germania. Hjelmseth venne inclusa nella squadra UEFA del torneo. Nel 2019 la nazionale norvegese vinse l'Algarve Cup, anche se Hjelmseth non giocò la finale contro la Polonia. Al campionato mondiale 2019 si rese nuovamente protagonista ai tiri di rigori agli ottavi di finale contro l'Australia, parandone uno e risultando decisiva nella vittoria delle norvegesi.
Il 3 settembre 2019 disputò la sua ultima partita in nazionale, vinta per 2-1 contro l'Inghilterra, al Brann Stadion di Bergen davanti a un pubblico di circa 10000 spettatori, uscendo dal campo a cinque minuti dalla fine e ricevendo gli omaggi del pubblico. In tutto ha giocato 138 partite con la nazionale della Norvegia.

### Allenatrice
Il 27 gennaio 2020, pochi mesi dopo il ritiro dalle attività agonistiche, venne annunciata come nuova allenatrice dei portieri della prima squadra femminile dello Stabæk.

## Palmarès

### Club
- Campionato norvegese: 5

Trondheims-Ørn: 2000, 2001, 2003
Stabæk: 2010, 2013
- Coppa di Norvegia: 6

Trondheims-Ørn: 1999, 2001, 2002
Stabæk: 2011, 2012, 2013

### Nazionale
- Algarve Cup: 1

2019

### Individuale
- Squadra UEFA del torneo: 1

Campionato europeo femminile di calcio 2013
- Premio Kniksen onorario: 1

2019